# 지오바니 캐피텔로

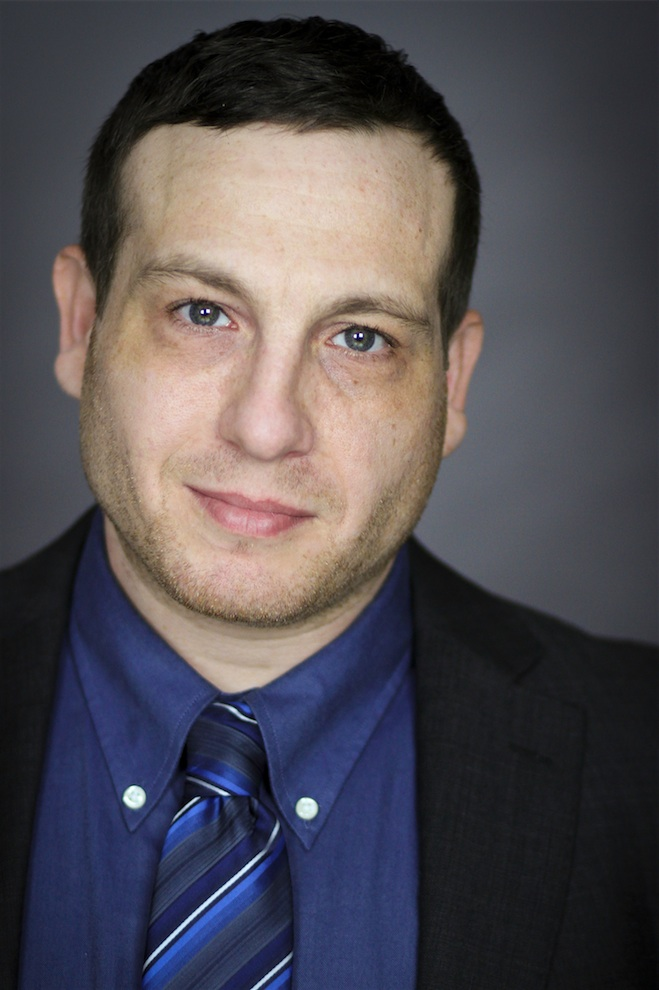

지오바니 캐피텔로(Giovanni Capitello, 1979년 8월 27일 ~ )는 미국의 각본가, 영화 감독, 배우, 텔레비전 배우, 영상 편집자, 텔레비전 감독이다.
브루클린에서 태어났다.

## 영화
- 행잉 트리 (2011년)
- 와이프 (2011년) - 도노반 역
- 스레딩 니들스 (2011년) - 스튜어트 역
- 마라톤 (2010년) - 루이스 역
- 매닉 (2005년)
- 키핑 더 페이스 (2000년)